# Walter Warlimont

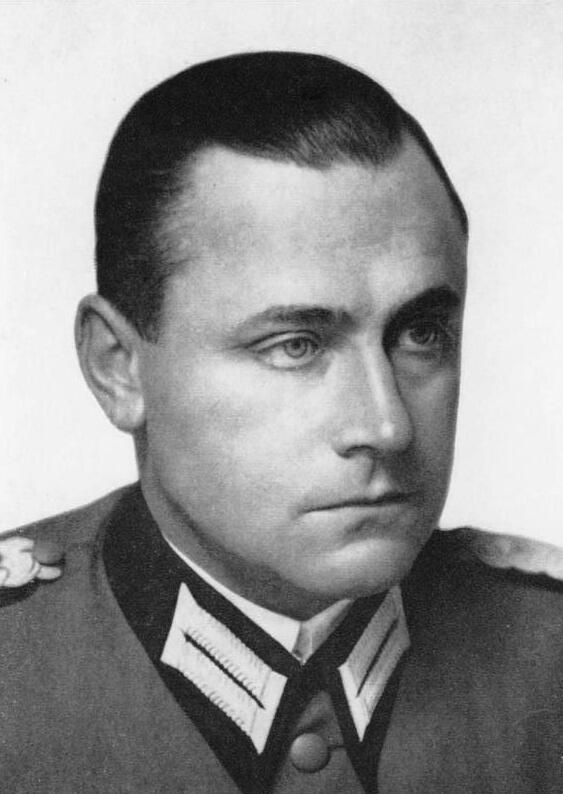
Walter Warlimont, 1939, als Oberst

Walter Warlimont (* 3. Oktober 1894 in Osnabrück; † 9. Oktober 1976 in Kreuth am Tegernsee) war ein deutscher Offizier. Im Zweiten Weltkrieg war er zuletzt als General der Artillerie der Stellvertreter von Generaloberst Alfred Jodl im Wehrmachtführungsstab.

## Familie
Walter Warlimont war der Sohn von Louis Warlimont (1857–1923) und Anna Rinck (1860–1931). Beide Eltern stammten aus Eupen. Sein Vater war in Osnabrück Verlagsbuchhändler und Antiquar.
In zweiter Ehe heiratete er 1927 Anita von Kleydorff (1899–1987), Tochter von Emil von Kleydorff (1874–1949) und der US-Amerikanerin Paula Busch, einer Nichte des deutschamerikanischen Bierbrauers und Multimillionärs Adolphus Busch.

## Leben

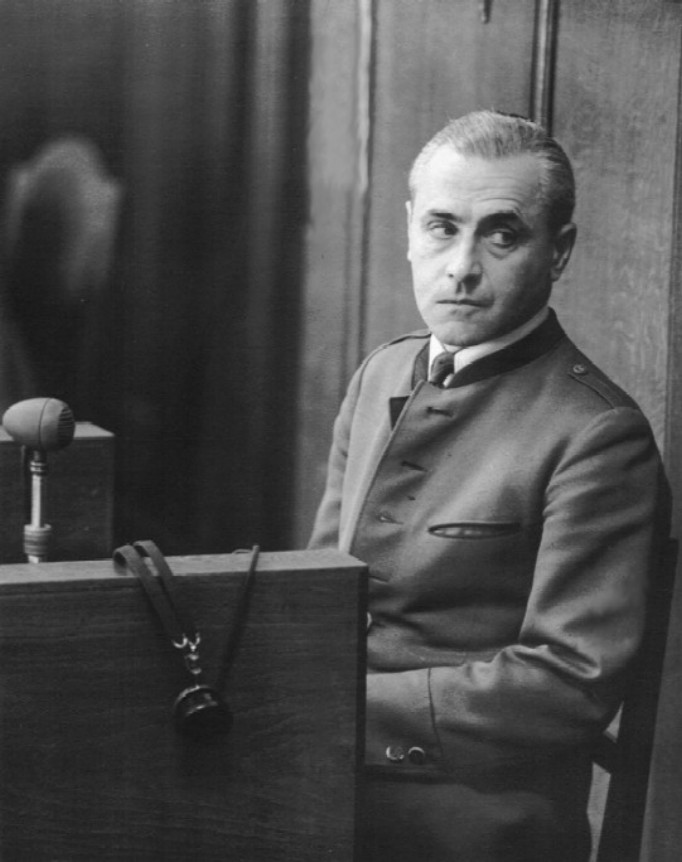
Walter Warlimont als Angeklagter beim OKW-Prozess 1948

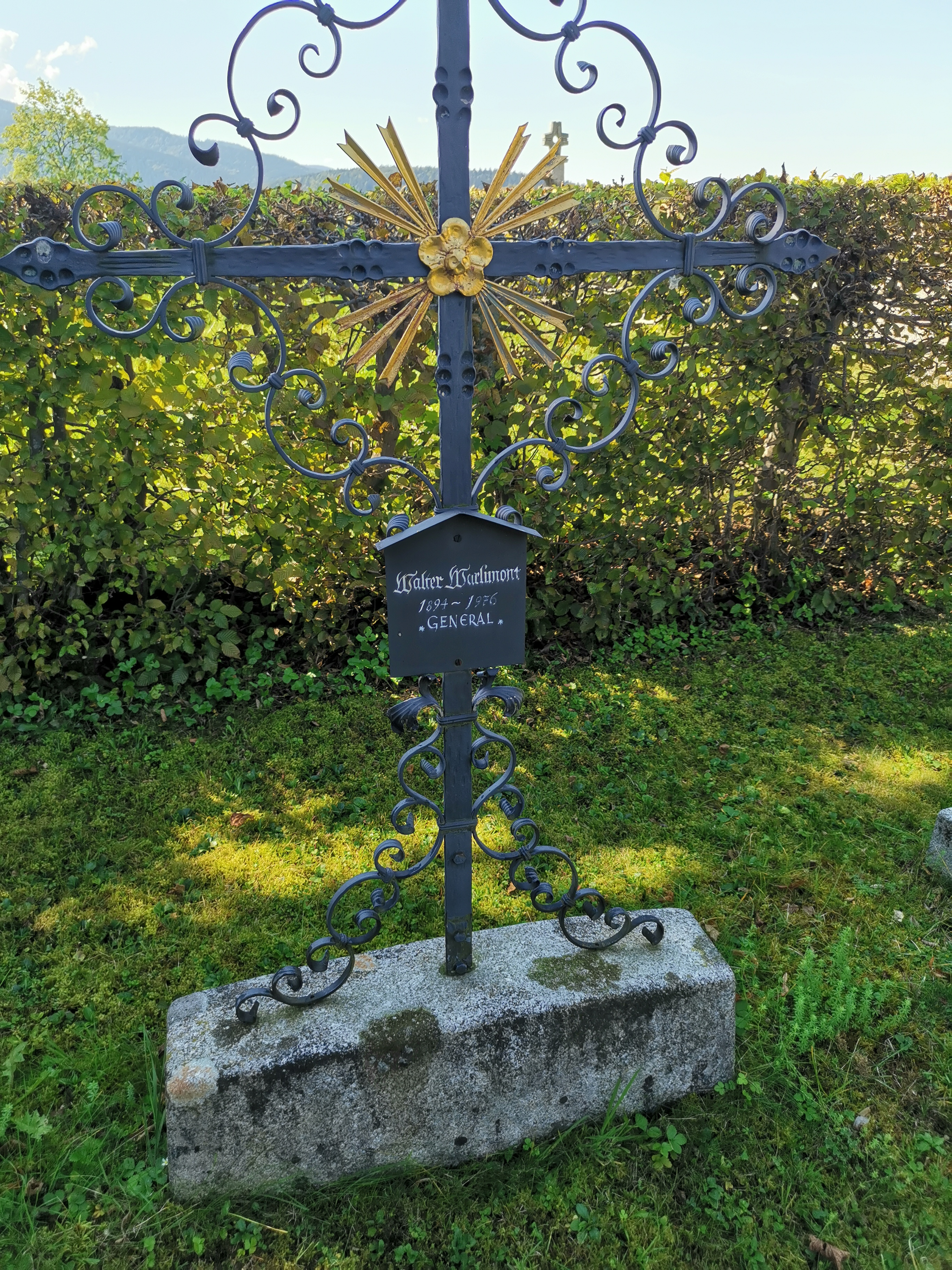
Grabmal in Gmund am Tegernsee

Warlimont trat nach bestandenem Abitur im Februar 1913 in das Niedersächsische Fußartillerie-Regiment Nr. 10 als Fahnenjunker ein. Nach Besuch der Kriegsschule in den Jahren 1913 und 1914 wurde er zum Leutnant befördert. Im Ersten Weltkrieg kämpfte er als Batterieoffizier, Adjutant und Batterieführer an der Westfront und in Italien.
Nach Ende des Krieges schloss Warlimont sich dem Freikorps Maercker an und wurde später in die Reichswehr übernommen. Dort diente er im 6. Preußischen Artillerie-Regiment in Minden. Nach einem dreimonatigen Sprachurlaub in England wurde er 1926 als Hauptmann in den Generalstab versetzt. Dort diente Warlimont als 2. Adjutant beim Chef des Truppenamtes und in der Wehrwirtschaftlichen Abteilung, bevor er in die Abteilung Fremde Heere des Reichswehrministeriums versetzt wurde. 1929 war er ein Jahr lang zur United States Army kommandiert, um Informationen über die wirtschaftliche Mobilmachung zu erhalten. Er war nach seiner Rückkehr bis 1935 Chef der III. Batterie im 1. (Preußischen) Artillerie-Regiment in Allenstein (Ostpreußen).
Warlimont war ein Verfechter der Autarkiebestrebungen im Rahmen des Vierjahresplans. Ohne Rücksicht auf die Kosten sollten Ersatzrohstoffe zum Einsatz kommen:

„In Wahrheit gilt wohl von keiner ‚Kapitalsanlage‘ eher der nationalsozialistische Grundsatz, daß es nicht auf die Rentabilität im engeren Sinne, sondern auf den Nutzen für die Gesamtheit der Volkswirtschaft und der Nation ankommt als bei der Rohstoffersatzerzeugung.“

Zu Beginn des Spanischen Bürgerkrieges 1936 wurde er als Oberstleutnant zu General Franco als Militärischer Bevollmächtigter des Reichskriegsministers (damals Werner von Blomberg) kommandiert.
Nach seiner Rückkehr wurde er 1937 Kommandeur des Artillerie-Regiments 26 in Düsseldorf. Während dieser Zeit erfolgte seine Beförderung zum Oberst. 1938 diente Warlimont als Chef der Abteilung „L“ (Landesverteidigung) im Wehrmachtführungsamt (WFA) und war in dieser Funktion ständiger Vertreter des Chefs WFA. Von 1934 bis 1939 unternahm er militärische Aufklärungsreisen, getarnt als Bildungsreisen, nach Belgien, in die Niederlande, nach Frankreich, England und in die USA.
Nach Beginn des Zweiten Weltkrieges wurde Warlimont Stellvertretender Chef des WFA. Diese Dienststellung hatte er bis zu seiner Verabschiedung in die Führerreserve inne. Am 1. August 1940 wurde er zum Generalmajor ernannt. Er war an der geheimen Vorbereitung des Überfalls auf die Sowjetunion beteiligt, bekannt unter dem Decknamen Unternehmen Barbarossa. Ebenso unterzeichnete er den völkerrechtswidrigen und von Wilhelm Keitel genehmigten Kommissarbefehl, infolge dessen zwischen Juni 1941 und Juni 1942 fast 4000 sowjetische Politoffiziere und Funktionäre ermordet wurden. Auch an der Erstellung des Kommandobefehls war er beteiligt.
Am 1. April 1942 wurde Warlimont zum Generalleutnant und im April 1944 zum General der Artillerie befördert. Er erlitt beim Attentat vom 20. Juli 1944 von Stauffenberg auf Adolf Hitler Verletzungen am Arm und (wie sich erst später herausstellte) eine Gehirnerschütterung. Nach einem Frontbesuch in Frankreich im August 1944 erkannte er wie Rommel, dass die Fortführung des Krieges aussichtslos war. Jodl, dem diese Meinungsänderung bekannt wurde, ließ daraufhin Material sammeln, das Warlimonts „Führerglauben“ in Zweifel ziehen sollte. Im September 1944 entzog ihm Hitler das Vertrauen und versetzte ihn in die Führerreserve des OKH.
Bis August 1945 wurde er im alliierten Kriegsgefangenenlager Camp Ashcan im luxemburgischen Bad Mondorf festgesetzt und danach nach Nürnberg überstellt. Als im November 1945 der Internationale Militärgerichtshof zusammentrat und den deutschen Generalstab als verbrecherische Organisation anklagte, hatte Warlimont mit drei weiteren hochrangigen Generälen, Erich von Manstein, Franz Halder und Siegfried Westphal bereits die Denkschrift der Generäle verfasst, die die Wehrmacht von jeder Schuld freisprechen sollte. In der Denkschrift wurde die Rolle von Oberkommando der Wehrmacht und Oberkommando des Heeres im Zweiten Weltkrieg verharmlost und beschönigt. Die Schutzbehauptungen der Denkschrift bildeten den Grundgedanken für die spätere Verteidigung führender Wehrmachtsoffiziere in Kriegsverbrecherprozessen und bestimmten trotz stichhaltiger und umfangreicher Gegenbeweise das Bild der sauberen Wehrmacht in der Öffentlichkeit.
Ende Oktober 1948 wurde Warlimont im Nürnberger Prozess gegen das Oberkommando der Wehrmacht (Fall XII) zu lebenslanger Haft verurteilt – die dort verhängte Höchststrafe, die außer bei ihm nur noch im Fall Hermann Reinecke ausgesprochen wurde. 1951 wurde das Urteil in 18 Jahre Haft umgewandelt, aber schon im Juni 1954 konnte Warlimont das Kriegsverbrechergefängnis Landsberg verlassen.
Im Jahr 1962 veröffentlichte Warlimont seine Kriegserinnerungen Im Hauptquartier der Deutschen Wehrmacht, 1939–1945: Grundlagen—Formen—Gestalten im Bernard & Graefe Verlag für Wehrwesen. Er blieb in der Öffentlichkeit präsent, als Publizist beispielsweise für den „Spiegel“ – oder als Zeitzeuge in filmischen Dokumentationen über das Attentat auf Hitler am 20. Juli 1944, ausgestrahlt im Ersten Deutschen Fernsehen.
Er starb 1976 in Kreuth am Tegernsee.
2015 veröffentlichte das Deutsche Historische Institut Moskau die Protokolle der Verhöre, die im Juni 1945 unter anderem von Hermann Göring, Feldmarschall Wilhelm Keitel und dessen engsten Mitarbeitern, den Generälen Alfred Jodl und Warlimont, angefertigt worden waren. Zwischen den Alliierten herrschte schon das Misstrauen des beginnenden Kalten Krieges. Die NKGB-Offiziere durften die von den Amerikanern in einem ehemaligen Luxushotel Internierten vernehmen. Die sowjetischen Offiziere sahen mit Befremden, dass die sonnengebräunten Internierten komfortabel untergebracht waren und dass sie ungehindert ihre Aussagen abstimmen konnten. Aus den Verhören ist bereits ihre Verteidigungsstrategie vor dem Internationalen Militärgerichtshof in Nürnberg erkennbar: Von Kriegsverbrechen hätten sie nichts gewusst, sie hätten nur Befehle befolgt, sie hätten sich mit ihren guten Absichten bei Adolf Hitler einfach nicht durchsetzen können, sie wären Gegner eines Krieges gegen die Sowjetunion gewesen.

## Veröffentlichungen
- Einsatz der staatlichen Gewalten in der Führung des totalen Krieges. In: Militärwissenschaftliche Rundschau. 1. Jahrgang Heft 3, 1936.
- Im Hauptquartier der Deutschen Wehrmacht, 1939–1945: Grundlagen—Formen—Gestalten. Frankfurt am Main: Bernard & Graefe Verlag für Wehrwesen, 1962.